# 黒人ドライバーのためのグリーン・ブック
黒人ドライバーのためのグリーン・ブック（こくじんドライバーのためのグリーン・ブック、The Negro Motorist Green Book または The Negro Traveler's Green Book）は、アメリカ合衆国が人種隔離政策時代の1930年代から1960年代に、自動車で旅行するアフリカ系アメリカ人を対象として発行されていた旅行ガイドブックである。書名は創刊者であるヴィクター・H・グリーンに由来し、「グリーンによる黒人ドライバーのためのガイドブック」というほどの意味になる。通常は単に Green Book と呼ばれた (以下本項では便宜的に『グリーン・ブック』とする)。

## 概要
『グリーン・ブック』は、ニューヨーク市の郵便集配人であったヴィクター・H・グリーンによって自動車で旅行する黒人のために米国で創刊され、ジム・クロウ法下にあった1936年から1966年まで毎年改訂され発行された。当時は非白人に対しての公然たる、またしばしば法的な規定による差別的措置が広範に行われた時期であった。
激しい人種差別と黒人全体の貧困のため、黒人による自動車所有は限られていたが、新しく黒人中産階級が勃興し自動車を所有するようになっていった。グリーンはそのような状況に応えて『グリーン・ブック』の扱う地域を創刊当初のニューヨーク周辺から北米の大部分まで拡大し、また旅行代理店を創設した。
多くの黒人が自動車を頼みとするようになったが、その理由の一部には黒人が公共輸送機関から隔離されていたことがあった。作家ジョージ・スカイラーは「そうすること[自動車の購入]が可能なすべての黒人は、入手できるようになるや否や自動車を購入し、不愉快・差別・隔離・侮辱から自由になろうとした」と1930年に述懐している。スポーツ選手、芸能人、セールスマンとして働いていた黒人も仕事のため頻りに長距離を移動したが、黒人長距離移動者はさまざまな危険や不自由に直面した。
白人の経営するガソリンスタンドで給油を拒否されたり、同様に自動車整備工場で整備や修理を断られたり、旅宿では宿泊や食事の提供を拒まれたりといった他、物理的暴力や有色人種お断りの「サンダウン・タウン」からの強制排除を受けたりもした。グリーンはこのような問題に対処するため、「黒人旅行者に対して、みすみす苦難と当惑に向かっていってしまうことを防ぎ、旅を快適なものとするための情報を与える」リソースを編纂し、『グリーン・ブック』を創刊した。
ニューヨークを対象とした1936年版が最初に刊行されて以後、グリーンは対象範囲を北アメリカ (アメリカの大部分、カナダ・メキシコ・カリブ海諸国・バミューダ諸島のそれぞれ一部ずつ) に拡大している。『グリーン・ブック』は、黒人旅行者にサービスを提供する宿泊施設、ガソリンスタンド、自動車整備工場、給油施設を路傍に指し示すことで「ジム・クロウ時代における黒人旅行のためのバイブル」となった。アフリカ系コミュニティの外部では『グリーン・ブック』はほとんど知られていない。
1964年に公民権法が議会を通過し、『グリーン・ブック』を必要ならしめていた類型的な形での人種差別が禁止されると、じきに廃刊となり忘れられていった。同書への関心は、21世紀初頭、ジム・クロウ法時代の黒人旅行研究に関連して復活した。